# The Disaster Artist
The Disaster Artist is een Amerikaanse komedie uit 2017. De film, die gebaseerd werd op het boek The Disaster Artist: My Life Inside The Room, the Greatest Bad Movie Ever Made, toont hoe de cultfilm The Room (2003) van onafhankelijk filmmaker Tommy Wiseau tot stand kwam. De hoofdrollen worden vertolkt door de broers James en Dave Franco.
Diverse acteurs spelen een cameo in de film, waaronder Tommy Wiseau. Hij heeft een scène helemaal aan het einde van de film (na de aftiteling). In de scène benadert hij James Franco (spelend als Wiseau) tijdens het feestje op het dak, waarin hij onder andere zijn accent ter discussie stelt.

## Verhaal
Tijdens een acteercursus in San Francisco leert Greg Sestero de eigenaardige Tommy Wiseau kennen, een opvallende man die met een bizar accent praat en zich ongemakkelijk gedraagt. De twee raken bevriend met elkaar en besluiten om samen een film, getiteld The Room, te maken. Het project, dat geschreven en geregisseerd wordt door Tommy Wiseau, wordt echter een opeenstapeling van onbedoeld grappige scènes, ongemakkelijke conversaties en misplaatste emoties.

## Rolverdeling
| Acteur                   | Personage         |
| ------------------------ | ----------------- |
| James Franco             | Tommy Wiseau      |
| Dave Franco              | Greg Sestero      |
| Ari Graynor              | Juliette Danielle |
| Josh Hutcherson          | Philip Haldiman   |
| Sharon Stone             | Iris Burton       |
| Alison Brie              | Amber             |
| Zac Efron                | Dan Janjigian     |
| Christopher Mintz-Plasse | Sid               |
| Seth Rogen               | Sandy Schklair    |
| Hannibal Buress          | Bill Meurer       |
| Melanie Griffith         | Jean Shelton      |
| Jason Mitchell           | Nate              |
| Bryan Cranston           | Als zichzelf      |
| J.J. Abrams              | Als zichzelf      |

## Productie
In 2003 werd de onafhankelijke film The Room uitgebracht. De film, die geschreven en geregisseerd werd door hoofdrolspeler Tommy Wiseau kreeg overwegend negatieve kritieken. Door zijn onbedoeld lachwekkende plot en slechte acteerprestaties groeide The Room in de loop der jaren uit tot een cultfilm. Greg Sestero, een vriend van Tommy Wiseau die in The Room het hoofdpersonage Mark vertolkt, schreef in 2013 samen met Tom Bissell het boek The Disaster Artist: My Life Inside The Room, the Greatest Bad Movie Ever Made. In het non-fictie boek legde Sestero uit hoe hij bevriend was geraakt met Wiseau en hoe de beruchte cultfilm tot stand was gekomen.
In 2014 kocht het productiebedrijf van James Franco de rechten op het boek. In september 2014 werd bekend dat Scott Neustadter en Michael H. Weber, de scenaristen van onder meer The Fault in Our Stars (2014), in dienst waren genomen om het scenario te schrijven.
De opnames voor de film gingen in december 2015 van start in Los Angeles en eindigden in januari 2016.
Op 12 maart 2017 ging de film in première op het festival South by Southwest en kreeg lovende kritieken van de filmcritici, met een score van 94% op 147 recensies op Rotten Tomatoes.

## Recensies
The Disaster Artist werd geprezen door recensenten, het kreeg onder meer vijf sterren van Dagblad Trouw en vier sterren van de Volkskrant en het AD.
De film kreeg twee nominaties bij de 75e Golden Globe Awards en James Franco won de Golden Globe voor "Beste acteur in een muzikale of komische film". De film werd ook genomineerd voor "Beste muzikale of komische film" maar won deze niet. Franco ontving ook een nominatie voor een uitstekende prestatie door een acteur in een hoofdrol bij de 24e Screen Actors Guild Awards.

## Prijzen en nominaties
De belangrijkste:
| Jaar | Prijs                    | Categorie                                     | Genomineerde(n)                      | Uitslag     |
| ---- | ------------------------ | --------------------------------------------- | ------------------------------------ | ----------- |
| 2018 | Golden Globe Award       | Beste muzikale of komische film               | Beste muzikale of komische film      | Genomineerd |
| 2018 | Golden Globe Award       | Beste acteur in een komische of muzikale film | James Franco                         | Gewonnen    |
| 2018 | Satellite Awards         | Beste acteur                                  | James Franco                         | Genomineerd |
| 2018 | Satellite Awards         | Beste bewerkte script                         | Scott Neustadter en Michael H. Weber | Gewonnen    |
| 2017 | National Board of Review | Beste bewerkt script                          | Scott Neustadter, Michael H. Weber   | Gewonnen    |
| 2017 | National Board of Review | Top 10-film                                   | Top 10-film                          | Gewonnen    |
| 2017 | Gotham Award             | Beste acteur                                  | James Franco                         | Gewonnen    |